# استاینفورث، یورک‌شر جنوبی
longitudeاستاینفورث، یورک‌شر جنوبیlatitudeاستاینفورث، یورک‌شر جنوبی
استاینفورث، یورک‌شر جنوبی (به انگلیسی: Stainforth, South Yorkshire) یک روستا و شهرک در بریتانیا است که در انگلستان واقع شده‌است.

## خصوصیات
استاینفورث ۶٬۳۴۲ نفر جمعیت دارد.